# Comité Paralímpico de Cabo Verde
El Comité Paralímpico de Cabo Verde es el comité paralímpico nacional que representa a Cabo Verde. Esta organización es la responsable de las actividades deportivas paralímpicas en el país. Es miembro del Comité Paralímpico Internacional y del Comité Paralímpico Africano.